# Pierre Girard
Pierre Girard (Ginebra, 2 de agosto de 1926) fue un deportista suizo que compitió en vela en la clase 5.5 Metre. Participó en los Juegos Olímpicos de Roma 1960, obteniendo una medalla de bronce en la clase 5.5 Metre.

## Palmarés internacional
| Juegos Olímpicos | Juegos Olímpicos | Juegos Olímpicos  | Juegos Olímpicos |
| Año              | Lugar            | Medalla           | Clase            |
| ---------------- | ---------------- | ----------------- | ---------------- |
| 1960             | Roma (Italia)    | Medalla de bronce | 5.5 Metre        |